# Грилло, Габриела
Габриэла Грилло (нем. Gabriela Grillo, 19 августа 1952 года, Дуйсбург, ФРГ — 25 февраля 2024 года, Мюльхайм, ФРГ) — немецкая предпринимательница, спортсменка, олимпийская чемпионка в командной конной выездке на летних Олимпийских играх 1976 года в Монреале, трёхкратная чемпионка Европы.
Работала также журналистом, автор книг по теории верховой езды. С 1993 года занимала руководящие должности в семейном бизнесе, была генеральным директором, а затем членом наблюдательного совета. Добровольно служила нескольким фондам, поддерживала обучение молодых талантов, субсидировала больницу в Дуйсбурге, жителей Дуйсбурга и Мюльхайма, а также Дуйсбургский университет.

## Биография
Габриэла Грилло родилась в Дуйсбурге 19 августа 1952 года, дочь Герберта и Мариты Грилло. Её отец торговал металлами, управляя Grillo-Handelshaus и Grillo-Werke AG. Имела брата Райнера. Родители любили лошадей, и Габриэла брала уроки верховой езды с шести лет. Окончила школу с аттестатом зрелости в гимназии Фрау-Рат-Гете в Дуйсбурге в 1971 году, а затем изучала музыковедение, германистику и театроведение в Кельнском университете Она обучалась верховой езде с 1960 по 1966 год у Отто Фурманна, затем до 1973 года у Вальтера Гюнтера, а с 1974 года у Альберта Штекена. Она получила квалификацию Goldenes Reiterabzeichen в 1969 году.
На летних Олимпийских играх 1976 года в Монреале она выиграла золотую медаль в командной выездке, заняв четвёртое место в индивидуальной выездке
 Она ездила на Ультимо, вороном тракененском коне, родившемся в 1965 году, вместе с Гарри Болдтом и Райнером Климке.
Она трижды становилась чемпионкой Германии на разных лошадях: Ultimo, Galapagos и Grandison. На чемпионатах мира она дважды выигрывала золото, также в составе команды, и две победы на Deutsches Dressur Derby, снова с Ultimo. На европейских соревнованиях 1981 года она выиграла бронзу в одиночном разряде и золото в составе команды, верхом на Galapagos. Она входила в состав немецкой сборной по выездке до 1982 года.
Она также работала журналистом и занималась благотворительностью. С 1980 года она была постоянным автором отраслевого журнала Reiten und Fahren (позже часть St.GEORG), а в 1979 году написала такие книги, как 60 Worte Reiterdeutsch, о терминах верховой езды.
Грилло была избрана в совет департамента выездки в ассоциации Deutscher Reiter- und Fahrerverband (DRFV) в 1981 году. Она стала генеральным директором Wilhelm Grillo Handelsgesellschaft в 1993 году, а в 1995 году также спикером правления Grillo-Werke AG. С 2004 года она была членом наблюдательного совета Grillo-Werke AG, занимая пост президента до 2021 года. С 2015 года в сотрудничестве с Grillo фонд Familie Herbert Grillo и Stiftung Deutscher Pferdesport спонсировали обучение молодых талантов в выездке посредством стипендий.
Она занимала добровольные должности, в том числе в качестве члена совета попечителей Stiftung zur Förderung evangelischer Krankenhäuser с 2010 года. Фонд начинался как инициатива ее отца и других лиц, чтобы спонсировать строительство нынешней протестантской больницы в Дуйсбурге-Норде. Она также была членом наблюдательного совета Bürgerstiftung Duisburg, гражданского фонда, председателем наблюдательного совета Bürgerstiftung Mülheim и членом правления Förderverein Duisburger Universitäts-Gesellschaft, поддерживающего Дуйсбургский университет.
Грилло умерла в Мюльхайме 25 февраля 2024 года в возрасте 71 года.
Грилло получил награду Silbernes Lorbeerblatt в 1976 году после завоевания золотой олимпийской медали. В 2010 году она стала лауреатом Лютер-Розы Международного фонда Мартина Лютера. В 2021 году она была награждена орденом «За заслуги перед Федеративной Республикой Германия» в знак признания ее выдающихся заслуг в социальной, культурной, торговой и спортивной сферах.